# Герб сельского поселения Победа
Герб муниципального образования сельское поселение «Побе́да» Ржевского района Тверской области Российской Федерации — опознавательно-правовой знак, служащий официальным символом муниципального образования.
Герб утверждён решением Совета депутатов сельского поселения «Победа» № 67 от 30 мая 2011 года.
Герб внесён в Государственный геральдический регистр Российской Федерации под регистрационным номером 6912.

## Описание герба
«В червлёном поле серебряная звезда о пяти лучах, составленных из более тонких лучей без числа».
Герб сельского поселения Победа, в соответствии с Законом Тверской области от 28 ноября 1996 года № 45 «О гербе и флаге Тверской области» (статья 7), может воспроизводиться в двух равно допустимых версиях:
 — без вольной части;
 — с вольной частью — четырёхугольником, примыкающим изнутри к верхнему краю герба сельского поселения Победа с воспроизведёнными в нем фигурами из гербового щита Тверской области.
Герб сельского поселения Победа, в соответствии с Методическими рекомендациями по разработке и использованию официальных символов муниципальных образований (Раздел 2, Глава VIII, п.п. 45-46), утверждёнными Геральдическим советом при Президенте Российской Федерации 28.06.2006 года, может воспроизводиться со статусной короной установленного образца.

## Обоснование символики
Посёлок Победа один из крупнейших населённых пунктов Ржевского района.
Ржевская битва 1942—43 годов стала одним из ключевых событий в ходе Великой Отечественной войны. Победа в Ржевской битве во многом определила дальнейший ход войны и стала одним из шагов к Победе. Название центра сельского поселения поселка Победа стала данью памяти и уважения к людям, пролившим свою кровь на Ржевской земле за свою Родину. Пятилучевая сияющая звезда отличительный форменный знак красноармейцев, в гербе аллегорически указывает на название сельского поселения — Победа. Цветовая гамма — красное поле с серебряной звездой напоминает о святыне Великой Отечественной войны — знамени Победы.
Красный цвет — символ мужества, доблести, силы, труда.
Серебро — символ чистоты, совершенства, мира и взаимопонимания.
Герб разработан Союзом геральдистов России.
Герб создан авторским коллективом: идея герба — Константин Мочёнов (Химки), художник и компьютерный дизайн — Ольга Салова (Москва); обоснование символики — Кирилл Переходенко (Конаково).